# William Cameron Menzies
William Cameron Menzies (New Haven, Connecticut, 29 de julio de 1896 - Los Ángeles, California, 5 de marzo de 1957) fue un director artístico y director de cine, productor, diseñador de producción (cargo que él mismo inventó) y guionista estadounidense. Comenzó su carrera en el cine mudo y fue luego pionero del uso del color en el cine para lograr mayor efecto. Fue nominado en seis ocasiones a los Óscar y ganó dos: en 1929 por Mejor Dirección Artística y otro honorífico por su trabajo en Lo que el viento se llevó.

## Biografía
Menzies nació en el seno de una familia de inmigrantes escoceses. Estudió en la Universidad de Yale y la Universidad de Edimburgo, sirviendo al Ejército de los Estados Unidos en la Primera Guerra Mundial. Más tarde, formó parte del Art Students League of Nova York.
Fue contratado por la Paramount Pictures como diseñador y como técnico de efectos especiales. Menzies se hizo famoso en Hollywood como diseñador de El ladrón de Bagdag (1924), La frágil voluntad (1928),The Dove (1927) y Tempest (1928). Estas dos últimas películas le llevaron a ganar el Oscar a la mejor dirección artística en 1929, el primer año en el que estos premios incluyeron esta categoría.
Su trabajo en  Las aventuras de Tom Sawyer (1938) convencieron a David O. Selznick para que trabajase en  Lo que el viento se llevó (1939). En esta película su papel fue no solo el de coordinar la escenografía y la decoración, sino también para la elección del technicolor y el diseño de los personajes. Se le escogió, incluso, para dirigir algunas secuencias de la película. Con este largometraje ganó su segundo Óscar, en esta ocasión, honorífico.
Además, Menzies dirigió dramas y películas de fantasía. Rodó dos películas de ciencia ficción: La vida futura (1936), basada en una novela de H. G. Wells, para el productor Alexander Korda, que predijo la guerra y el avance tecnológico, e Invasores de Marte (1953), una de las primeras en reflejar los temores a una invasión extraterrestre y otras amenazas externas en boga en los años 1950.
Menzies murió de cáncer en 1957 con 60 años. Fue enterrado en el Forest Lawn Memorial Park de Glendale.

## Filmografía

### Decorador
En los créditos, con diferentes cargos: dirección artística, creación de decorados, decorador, ayudante de decorador.
| Título en español             | Título original        | Director(es)            | Año  |
| ----------------------------- | ---------------------- | ----------------------- | ---- |
| The Naulahka                  | The Naulahka           | George Fitzmaurice      | 1918 |
| The Teeth of the Tiger        | The Teeth of the Tiger | Chester Withey          | 1919 |
| The Deep Purple               | The Deep Purple        | Raoul Walsh             | 1920 |
| Serenade                      | Serenade               | Raoul Walsh             | 1920 |
| Kindred of the Dust           | Kindred of the Dust    | Raoul Walsh             | 1922 |
| Rosita, la cantante callejera | Rosita                 | Ernst Lubitsch          | 1923 |
| El ladrón de Bagdad           | The Thief of Bagdad    | Raoul Walsh             | 1924 |
| El águila negra               | The Eagle              | Clarence Brown          | 1925 |
| The Lady                      | The Lady               | Frank Borzage           | 1925 |
| Su hermana de París           | Her Sister from Paris  | Sidney Franklin         | 1925 |
| Cobra                         | Cobra                  | Joseph Henabery         | 1925 |
| El murciélago                 | The Bat                | Roland West             | 1926 |
| El hijo del caíd              | The Son of the Sheik   | George Fitzmaurice      | 1926 |
| La duquesa de Buffalo         | The Duchess of Buffalo | Sidney Franklin         | 1926 |
| Hojas de parra                | ''Fig Leaves           | Howard Hawks            | 1926 |
| The Loves of Zero             | The Loves of Zero      | Robert Florey           | 1927 |
| El vagabundo poeta            | The Beloved Rogue      | Alan Crosland           | 1927 |
| Hermanos de armas             | Two Arabian Knights    | Lewis Milestone         | 1927 |
| El capitán Sorrell            | Sorrell and Son        | Herbert Brenon          | 1927 |
| El mejor caballero            | The Dove               | Roland West             | 1927 |
| La frágil voluntad            | Sadie Thompson         | Raoul Walsh             | 1928 |
| Su mayor victoria             | Drums of Love          | David Wark Griffith     | 1928 |
| El jardín del Edén            | The Garden of Eden     | Lewis Milestone         | 1928 |
| La tempestad                  | Tempest                | Sam Taylor              | 1928 |
| La mujer disputada            | The Woman Disputed     | Henry King y Sam Taylor | 1928 |
| The Awakening                 | The Awakening          | Victor Fleming          | 1928 |
| Coqueta                       | Coquette               | Sam Taylor              | 1929 |
| El capitán Drummond           | Bulldog Drummond       | F. Richard Jones        | 1929 |
| The Rescue                    | The Rescue             | Herbert Brenon          | 1929 |
| La melodía del amor           | Lady of the Pavements  | David Wark Griffith     | 1929 |

| Título en español                          | Título original              | Director(es)        | Año  |
| ------------------------------------------ | ---------------------------- | ------------------- | ---- |
| La máscara de hierro                       | The Iron Mask                | Allan Dwan          | 1929 |
| Alibi                                      | Alibi                        | Roland West         | 1929 |
| Condenado                                  | Condemned                    | Wesley Ruggles      | 1929 |
| La puerta cerrada                          | The Locked Door              | George Fitzmaurice  | 1929 |
| One Romantic Night                         | One Romantic Night           | Paul L. Stein       | 1930 |
| Abraham Lincoln                            | Abraham Lincoln              | David Wark Griffith | 1930 |
| Arriesgándolo Todo (Para alcanzar la luna) | Reaching for the Moon        | Edmund Goulding     | 1930 |
| El punto flaco                             | Be Yourself!                 | Thornton Freeland   | 1930 |
| Lummox                                     | Lummox                       | Herbert Brenon      | 1930 |
| La canción del Ritz                        | Puttin' on the Ritz          | Edward Sloman       | 1930 |
| The Bad One                                | The Bad One                  | George Fitzmaurice  | 1930 |
| Raffles                                    | Raffles                      | George Fitzmaurice  | 1930 |
| Du Barry, mujer de pasión                  | Du Barry, Woman of Passion   | Sam Taylor          | 1930 |
| The Lottery Bride                          | The Lottery Bride            | Paul L. Stein       | 1930 |
| Las aventuras de Tom Sawyer                | The Adventures of Tom Sawyer | Norman Taurog       | 1938 |
| Los alegres vividores                      | The Young in Heart           | Richard Wallace     | 1939 |
| Lazo sagrado                               | Made for Each Other          | John Cromwell       | 1939 |
| Lo que el viento se llevó                  | Gone with the Wind           | Victor Fleming      | 1939 |
| Sinfonía de la vida                        | Our Town                     | Sam Wood            | 1939 |
| Enviado especial                           | Foreign Correspondent        | Alfred Hitchcock    | 1940 |
| Así acaba nuestra noche                    | So Ends Our Night            | John Cromwell       | 1941 |
| El diablo burlado                          | The Devil and Miss Jones     | Sam Wood            | 1941 |
| Abismo de pasión                           | Kings Row                    | Sam Wood            | 1942 |
| El orgullo de los Yanquis                  | The Pride of the Yankees     | Sam Wood            | 1942 |
| Mr. Lucky                                  | Mr. Lucky                    | H. C. Potter        | 1943 |
| Por quién doblan las campanas              | For Whom the Bell Tolls      | Sam Wood            | 1943 |
| Arco de triunfo                            | Arch of Triumph              | Lewis Milestone     | 1948 |
| La reina de Saba                           | La Regina di Saba            | Pietro Francisci    | 1952 |
| The Black Pirates                          | The Black Pirates            | Allen H. Miner      | 1954 |
| Rockin' the Blues                          | Rockin' the Blues            | Arthur Rosenblum    | 1956 |

### Director
| Título en español                                                                           | Título original                                                                             | Año  | Notas                                               |
| ------------------------------------------------------------------------------------------- | ------------------------------------------------------------------------------------------- | ---- | --------------------------------------------------- |
| Siempre adiós                                                                               | Always Goodby                                                                               | 1931 | en colaboración con Kenneth MacKenna                |
| La araña                                                                                    | The Spider                                                                                  | 1931 | en colaboración con Kenneth MacKenna                |
| Almost Married                                                                              | Almost Married                                                                              | 1932 |                                                     |
| Chandu el magic                                                                             | Chandu el magic                                                                             | 1932 | en colaboración con Marcel Varnel                   |
| Te quise ayer                                                                               | I Loved You Wednesday                                                                       | 1933 | en colaboración con Henry King                      |
| Wharf Angel                                                                                 | Wharf Angel                                                                                 | 1934 | en colaboración con George Somnes                   |
| La vida futura                                                                              | Things to Come                                                                              | 1936 |                                                     |
| La reina de Nueva York                                                                      | Nothing Sacred                                                                              | 1937 | dirección William A. Wellman                        |
| The Green Cockatoo                                                                          | The Green Cockatoo                                                                          | 1937 |                                                     |
| Domicilio desconocido                                                                       | Address Unknown                                                                             | 1944 | también productor                                   |
| Duelo al sol                                                                                | Duel in the Sun                                                                             | 1946 | No aparece en los créditos, dirección de King Vidor |
| Episodio de la serie "Fireside Theatre" (1949-1955)                                         | Episodio de la serie "Fireside Theatre" (1949-1955)                                         | 1949 |                                                     |
| Tambores de guerra                                                                          | Drums in the Deep South                                                                     | 1951 | también creación de decorados                       |
| La mano en la sombra                                                                        | The Whip Hand                                                                               | 1951 | también creación de decorados                       |
| Los invasores de Marte                                                                      | Invaders from Mars                                                                          | 1953 | también creación de decorados                       |
| The Maze                                                                                    | The Maze                                                                                    | 1953 | también creación de decorados                       |
| Episodio de la serie "Four Star Playhouse" (Star Performance 1949-1955) (A String of Beads) | Episodio de la serie "Four Star Playhouse" (Star Performance 1949-1955) (A String of Beads) | 1954 |                                                     |

## Premios y distinciones
Premios Óscar
| Año  | Categoría               | Película                  | Resultado |
| ---- | ----------------------- | ------------------------- | --------- |
| 1928 | Mejor dirección de arte | El mejor caballero        | Ganador   |
| 1928 | Mejor dirección de arte | La tempestad              | Ganador   |
| 1929 | Mejor Director          | El despertar del amor     | Nominado  |
| 1929 | Mejor dirección de arte | Alibi                     | Nominado  |
| 1930 | Mejor dirección de arte | El capitán Drummond       | Nominado  |
| 1940 | Óscar Honorífico        | Lo que el viento se llevó | Ganador   |